# Воронин, Василий Петрович
Васи́лий Петро́вич Воро́нин (10 августа 1931 — 29 декабря 2024, Ростов-на-Дону) — советский промышленный и партийный деятель, Герой Социалистического Труда (1976).

## Биография
Родился 10 августа (по другим данным — 10 октября) 1931 года в хуторе Безуглов Смолинского сельсовета Кашарского района Северо-Кавказского края в крестьянский семье. В тринадцать лет, в годы Великой Отечественной войны, начал трудиться в родном колхозе, за что был награждён медалью «За доблестный труд в Великой Отечественной войне 1941—1945 гг.».
После окончания Кашарской средней школы поступил в Новочеркасский зооветеринарный институт. Трудовую деятельность начал в 1954 году ветеринарным врачом в Волошинской машинно-тракторной станции Каменской области (с 1957 года — Ростовской). В 1958—1960 годах — заведующий Волошинским ветеринарным участком Мальчевского района Ростовской области. С октября 1960 года — заведующий межрайонной ветлабораторией в Азове.
В 1964 году Василий Петрович окончил Ростовскую Высшую партийную школу. В 1964—1970 годах был инструктором, заместителем заведующего сельскохозяйственным отделом Ростовского обкома КПСС. В 1970—1979 годах — первый секретарь Сальского районного комитета КПСС, а в период с 1975 по 1979 г.г. одновременно ещё являлся и первым секретарем Сальского городского комитета КПСС. В 1979—1982 годах — секретарь Ростовского обкома КПСС. С 1982 по 1986 г.г. избирался первым секретарём Зерноградского районного комитета КПСС. В 1986—2000 годах — председатель Ростовского облсовпрофа.
Был депутатом Верховного Совета РСФСР 11-го созыва (1985—1989), неоднократно избирался депутатом районного, городского, областного Советов народных депутатов.
В 2000-х годах Воронин являлся секретарем Федерации независимых профсоюзов России (ФНПР), представителем ФНПР в Южном федеральном округе. Находился на пенсии, жил в Ростове-на-Дону. Являлся председателем городского Совета Героев Социалистического Труда, почетным вице-президентом, начальником Ростовского представительства фонда «Защита».
Скончался 29 декабря 2024 года.

## Награды
- Указом Президиума Верховного Совета СССР от 23 декабря 1976 года за большие успехи, достигнутые Сальским районом Ростовской области во Всесоюзном социалистическом соревновании, проявленную трудовую доблесть при выполнении планов и социалистических обязательств по увеличению производства и продажи государству зерна и других сельскохозяйственных продуктов в 1976 году Воронину Василию Петровичу присвоено звание Героя Социалистического Труда с вручением ордена Ленина и золотой медали «Серп и Молот».
- Награждён ещё одним орденом Ленина, орденом «Знак Почета», российским орденом Дружбы (03.06.2002) и многими государственными медалями, а также четырьмя золотыми медалями ВДНХ СССР.
- Награждён орденом «Честь и Слава» Республики Абхазия и знаком-орденом «М. А. Шолохов».[4]
- Также награждён нагрудным знаком «За активную работу в профсоюзах», почетным серебряным знаком ВКП «За заслуги перед профдвижением», «Почетным знаком ФНПР», «Почетным знаком Донецкого облсовпрофа» Украины и другими.[4]
- Орден «Честь и слава» (Абхазия) (2006)[5]
- Почётный гражданин Ростовской области (7 июня 2018)[6].
- Почетный гражданин города Сальска и Сальского района (1995).

## Публицистика
Является соавтором очерка о Сальском районе, выпущенной Ростовским книжным издательством в 1975 году в брошюре «Сальские горизонты».